# ハンナ・スミス
ハンナ・スミス（Hannah Smith、1856年1月7日 - 1966年1月10日）は、1965年8月6日から死去まで長寿世界一であったイギリス人女性。ギネスブックに記載された。
1965年8月6日に丁度半年年上だったアメリカのウィリアム・フリンギムが死去したことにより長寿世界一となった（ただしフリンギムの記録が認定されたのは2012年で、以前はアウグスト・パルが死去したことにより1965年7月24日から長寿世界一となっていたとされていた）。1966年1月、110歳の誕生日の3日後に死去。